# Groove Theory
Groove Theory est un duo américain de R&B des années 1990. Originaire de New York, les membres sont Amel Larrieux (auteur-compositeur-interprète) et Bryce Wilson (compositeur / producteur / acteur). Le groupe est surtout connu pour son titre Tell Me, en 1995.

## Biographie
Le groupe s'est formé à New York, en 1993, quand Amel Larrieux et Bryce Wilson se sont rencontrés alors qu'elle travaillait au Rondor Music en tant que réceptionniste. Larrieux travaillait dans la société d'édition de musique depuis l'âge de 18 ans. Un éditeur à la société avait signé Wilson en tant que producteur, et il savait qu'il était intéressé pour former un groupe.

## Discographie
- 1995 : Groove Theory
- 2000 : The Answer (non commercialisé)